# Literatura galega dos Séculos Escuros
A criação literária em língua galega foi praticamente inexistente durante os séculos XVI, XVII e XVIII, razão pela que estes se denominam Séculos Escuros.

## Contexto histórico
Há quem afirme que o cronista Fernão Lopes (século XV) é o último escritor medieval pertencente à literatura galego-portuguesa. Para alguns autores, a partir desse momento, os sistemas literários galego e português ficaram independentes com desenvolvimentos autónomos.

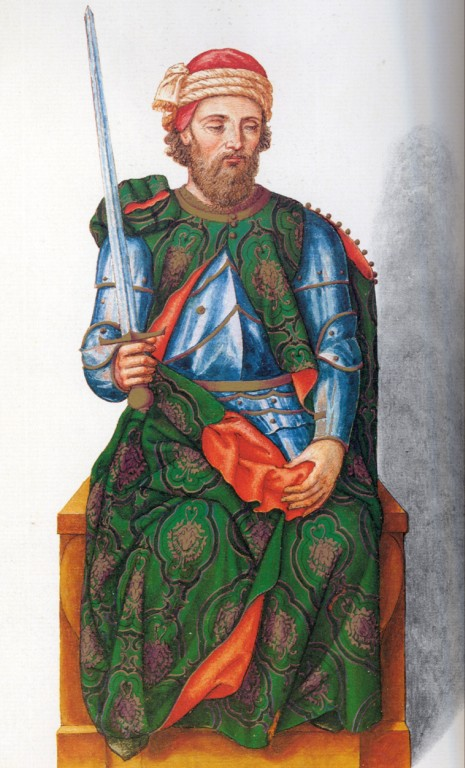
Henrique II de Castela substituiu a nobreza galega.

As únicas manifestações literárias que se conservaram em língua galega desde o desaparecimento de um sistema literário comum a ambas duas margens do Minho são as cantigas recolhidas no Cancioneiro de Baena (século XV), pertencentes à escola da lírica galego-castelhana. Mas estas composições, elaboradas por poetas de reconhecido prestígio naquela época, como Macías "O Namorado" ou o Arcediago de Touro, possuem um nível muito inferior às que se achavam nos cancioneiros da escola galego-portuguesa. Além disso, as circunstâncias históricas e sociolinguísticas da época levaram aos copistas deste Cancioneiro de Baena a introduzir a língua castelhana nos poemas em galego, o qual em muitas ocasiões estragou as rimas das cantigas. Por exemplo, encontrámos em várias ocasiões a palavra desejo (que naquela altura devia ter uma pronunciação muito similar à atual portuguesa) com espelho (cuja pronunciação devia se aproximar à atual espanhola).
Estas circunstâncias especiais da época das que dantes falávamos vinham dadas pela progressão da língua castelhana nos âmbitos da alta nobreza e do alto clero galego.

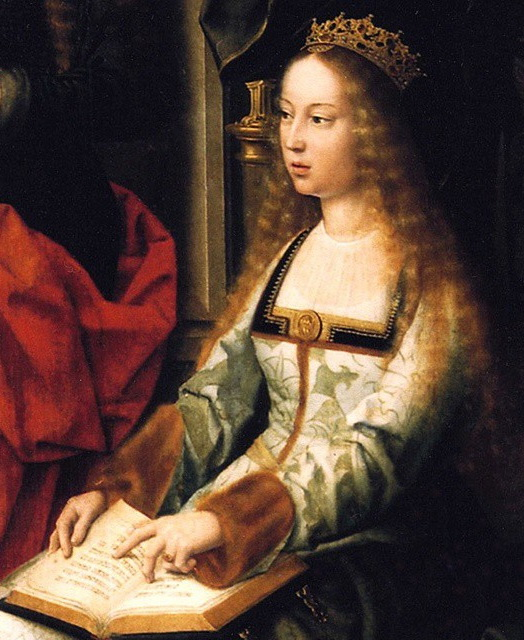
Isabel I de Castela mudou a nobreza galega por outra castelhana.

Durante o desenvolvimento das guerras trastamaristas (1370), a alta nobreza galega apoiou Pedro I na sua tentativa de subir ao trono de Castela. No entanto, o vencedor deste conflito bélico foi o seu rival, Henrique de Trastámara. Como consequência disto, Henrique II de Castela (ou Henrique de Trastámara) substituiu parte da nobreza galega por nobres castelhanos, processo batizado pelos historiadores como a primeira alteração nobiliar. Repetir-se-ia a história pouco mais de um século mais tarde. Numa nova guerra pela sucessão ao trono castelhano, a nobreza galega apoiou Joana a Beltraneja (herdeira legítima), mas o vencedor foi o partido de Isabel I de Castela, também conhecida como Isabel a Católica. Após a guerra, a vingança da rainha Isabel I chegará através do denominado pelo padre Zurita como "Doma y castración del Reino de Galicia", mediante o qual a nobreza galega ficará totalmente "descabeçada" e indefesa e, o que é mais importante para a literatura, sem capacidade para produzir um sistema literário em língua galega. O galego continuou sendo a língua habitual de toda a população, mas sem uso entre a alta nobreza, pois a emergente classe fidalga ainda manteria até ao seu desaparecimento o uso da língua galega em âmbitos informais, como pode ver-se nas novelas de Ramón Otero Pedrayo.
E se a nobreza laica foi substituída, o mesmo ocorrerá com a eclesiástica. Enquanto os bispos galegos exerciam os seus cargos em outros lugares da Península Ibérica, nomeadamente em Sevilha, à Galiza chegavam bispos castelanófonos que favoreciam os nobres castelhanos. A nobreza eclesiástica empregava o latim, excepto nas relações pessoais dos bispos e em alguns usos administrativos, onde empregava o castelhano. Isto continuava assim mesmo quando algum galego dirigia as dioceses galegas.
Achamo-nos, a partir do século XVI, pois, com uma língua galega sem poder e carente do prestigioso sistema literário de que tinha desfrutado durante a Idade Média. Ainda assim, encontram-se manifestações literárias destes Séculos Escuros.